# Mercat de la Puríssima Concepció
El Mercat de la Puríssima Concepció és un edifici situat al mig de la plaça de Cuba de Mataró (Maresme), de la qual popularment ha pres el nom, catalogat com a bé cultural d'interès local.

## Descripció
Format per una sola nau, a l'estil de les fàbriques i cellers de finals del segle xix, la seva façana, encarada a llevant vers el centre de la ciutat, és de línies molt racionals on es destaquen unes finestres verticals disposades simètricament.

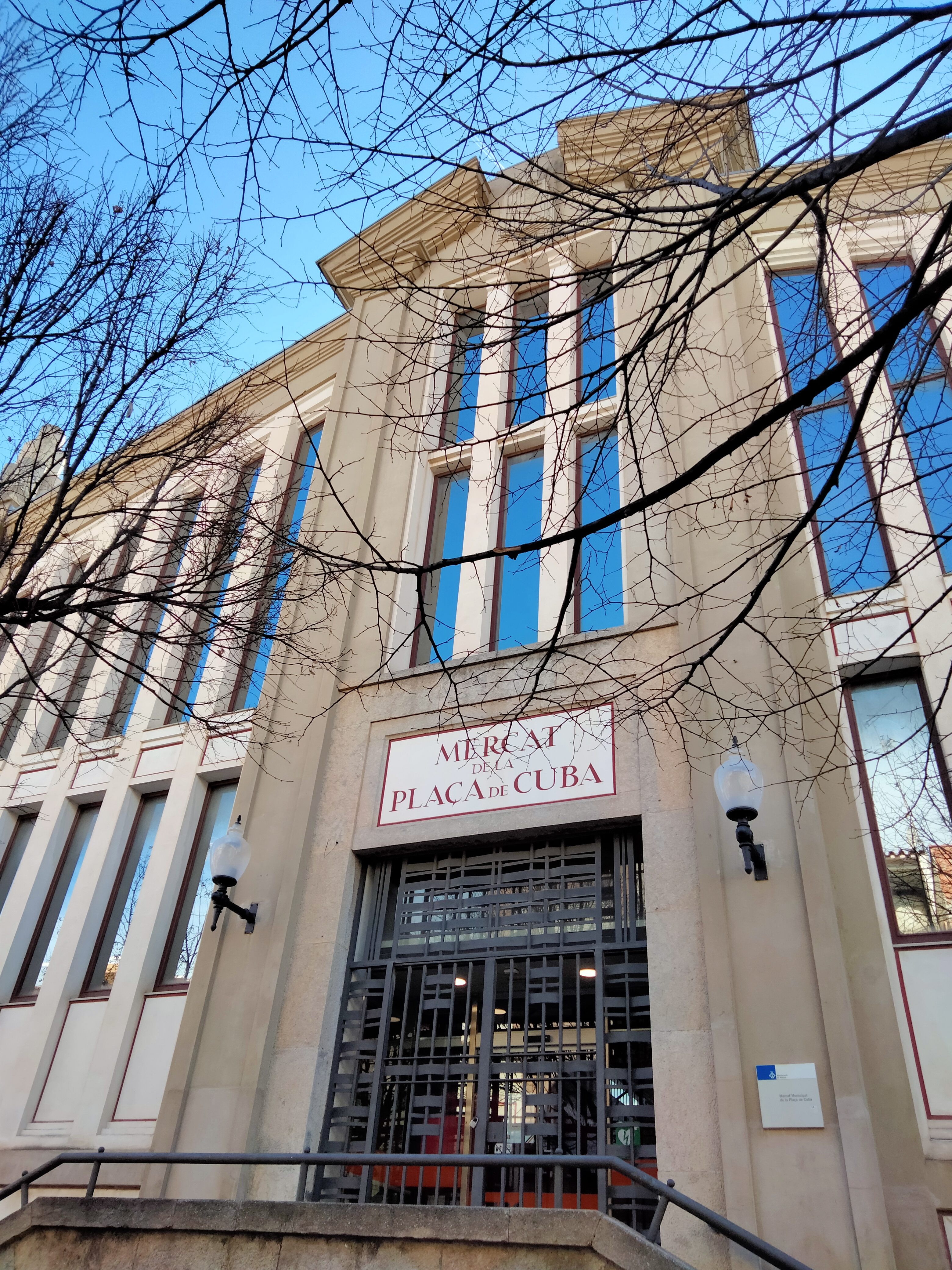
Entrada nord

A diferència dels mercats tradicionals, és construït d'obra i arrebossat, i les decoracions de l'exterior guarden una gran similitud amb la fàbrica Societat Cooperativa Cristallera de la mateixa ciutat. L'edifici, d'estil racionalista, és obra de Lluís Gallifa Grenzner.

## Història
Fou inaugurat el 14 d'abril del 1936 a l'indret on s'instal·lava un primitiu mercat que proveïa des del 1894 la banda de ponent de la ciutat. A redós del mercat, els dissabtes se celebra una petita fira de roba i quincalleria. El seu desmantellament va fer que fos traslladada a la propera plaça de les Tereses l'any 1949.
Al mig de la plaça hi ha una font de pedra amb quatre piques coronada per una columneta de ferro.